# Agabus phaeopterus
Agabus phaeopterus är en skalbaggsart som först beskrevs av Kirby 1837.  Agabus phaeopterus ingår i släktet Agabus och familjen dykare. Inga underarter finns listade i Catalogue of Life.